# Muppet Newsman
De Muppet Newsman of Muppet Reporter is de getergde nieuwslezer uit de komische poppenserie The Muppet Show. Hij heeft een gele huidskleur, een langgerekte, driehoekige neus en wallen onder zijn ogen. Vanaf het tweede seizoen draagt hij een dikke bril. In het Nederlands wordt hij soms simpelweg de nieuwslezer genoemd.
De Newsman begint zo serieus mogelijk aan zijn bulletins, maar trekt steevast al gauw een verbijsterd of geïrriteerd gezicht vanwege de absurditeit van de berichten of interviews. Vanaf seizoen twee is het personage een echte pechvogel. Tijdens het journaal verschijnt er geregeld een persoon of voorwerp, dat op de een of andere wijze te maken heeft met het behandelde item, om de nieuwslezer te verwonden. Zo valt er een lading bestek op zijn hoofd tijdens een verslag over gestolen tafelzilver en wordt hij aangevallen door een schaap waarover hij bericht.
Naast zijn Muppet Show-sketches verslaat de Newsman het nieuws in The Great Muppet Caper, A Muppet Family Christmas en The Jim Henson Hour. Hij is eveneens te zien in de films The Muppet Movie en The Muppets Take Manhattan, al is het in deze gevallen niet als nieuwslezer. In Muppets Tonight dient hij enkel als figurant.
De Muppet Newsman werd vanaf 1976 gespeeld door Jim Henson. Na diens dood in 1990 heeft het personage nooit meer een vaste poppenspeler gekregen en kwam nog slechts sporadisch voor. Hij werd onder meer gespeeld door Dave Goelz en Jim Hensons zoon Brian.
De Nederlandse stem van de Muppet Nieuwsman is Rob van de Meeberg in The Muppets en Muppets Most Wanted.